# Paratype nigra
Paratype nigra là một loài bướm đêm thuộc phân họ Arctiinae, họ Erebidae.